# 第78步兵師 (德國國防軍)

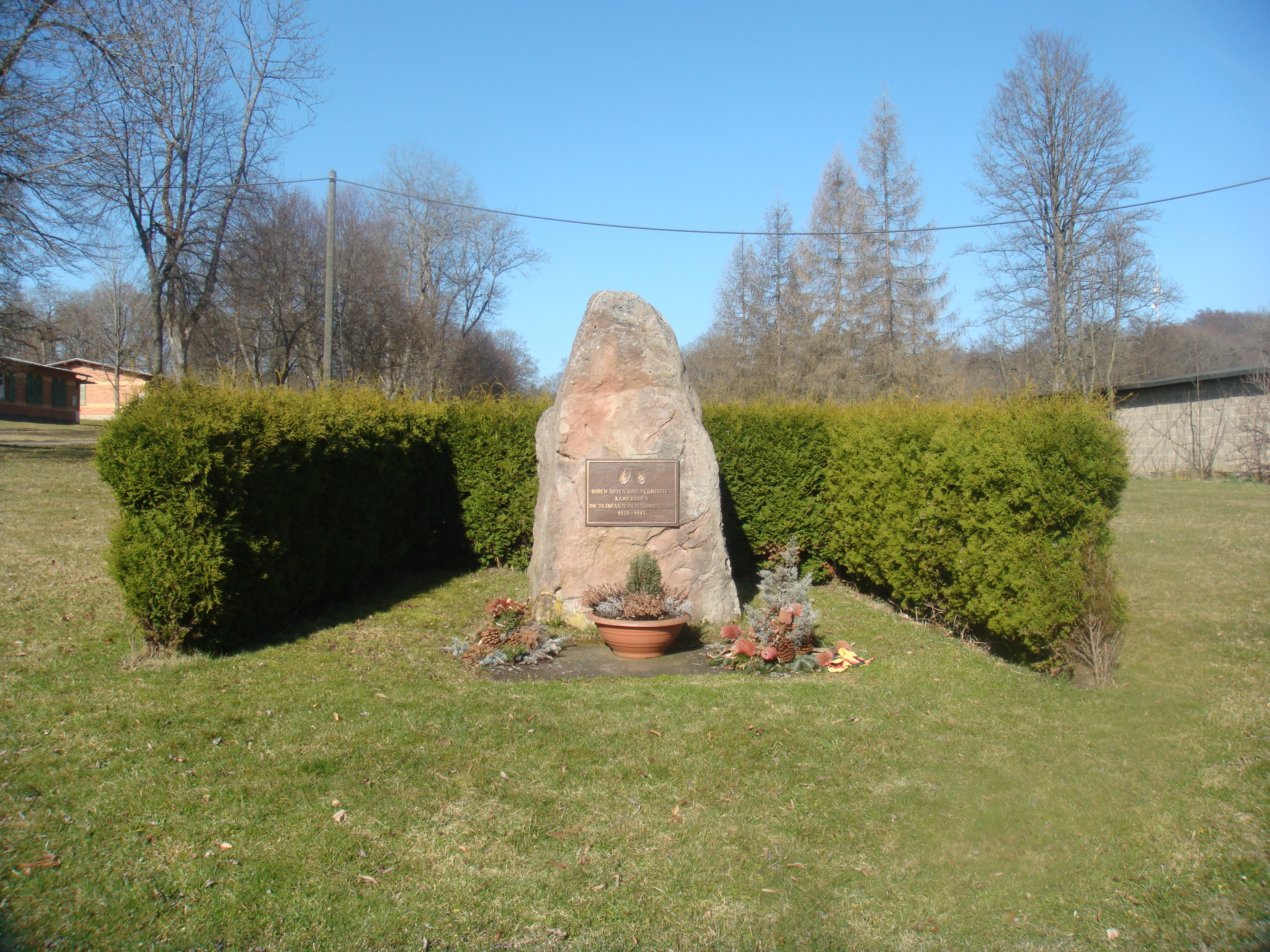
德国明辛根军事训练区旧营内的第78步兵师纪念碑

第78步兵師（德語：78. Infanterie-Division）是納粹德國國防軍陸軍的一個步兵師。該師於1939年8月在斯图加特組建。
第二次世界大戰期間，該師一直在德國西部待命，沒有參與入侵波蘭和入侵法國行動。1941年，該師參與巴巴羅薩行動，此後一直在東線作戰。
1943年，該師改編為第78突擊師（德語：78. Sturm-Division）。該師於1944年巴格拉基昂行動被殲，不久重建，並改編為第78擲彈兵師（德語：78. Grenadier-Division），同年10月改編為第78國民擲彈兵師（德語：78. Volksgrenadier-Division），1945年初改編為第78國民突擊師（德語：78. Volks-Sturm-Division）。
該師最後於1945年5月在捷克斯洛伐克奥尔米茨向苏联红军投降。

## 註腳
1. ↑  第78步兵師徽章（左）
第78突擊師徽章（右）
2. ↑  Mitcham（2007年）